# Nicolás Burdisso
Nicolás Andrés Burdisso (ur. 12 kwietnia 1981 w Altos de Chipion) – argentyński piłkarz występujący na pozycji obrońcy.

## Kariera
Zawodową karierę zaczynał w Boca Juniors. Z klubem tym dwukrotnie był mistrzem kraju (2000 i 2003), trzykrotnie zdobywał Copa Libertadores (2000, 2001, 2003) oraz dwa razy Puchar Interkontynentalny (2000, 2003). W 2004 został piłkarzem włoskiego Interu, w 2009 został wypożyczony do Romy, przez którą 28 sierpnia 2010 został wykupiony za 8 mln € ("płatnych w trzech ratach: 2,7 mln w sezonie 2010/11, oraz 2,65 mln w sezonach 2011/12 i 2012/13").
W reprezentacji debiutował 31 stycznia 2003 w meczu z Hondurasem. W kadrze rozegrał dotychczas ponad 25 spotkań. Był zawodnikiem podstawowej jedenastki Argentyny na MŚ 2006, jednak z fazy pucharowej turnieju wyeliminowała go kontuzja. Uczestniczył także w MŚ 2010.
Ze względu na pochodzenie przodków posiada również obywatelstwo włoskie. Jego brat Guillermo Burdisso również jest piłkarzem.